# Karsten totoyensis
Karsten totoyensis es una especie de peces de la familia de los Gobiidae en el orden de los Perciformes.

## Morfología
- Los machos pueden llegar a alcanzar los 4,8 cm de longitud total.
- Número de  vértebras: 28-31.[1]

## Hábitat
Es un pez de Mar y, de clima tropical y demersal que vive entre 0-1.122 m de profundidad.

## Distribución geográfica
Se encuentra en Fiyi, Indonesia y Filipinas.

## Observaciones
Es inofensivo para los humanos.